# Pumpstation Berzbuir

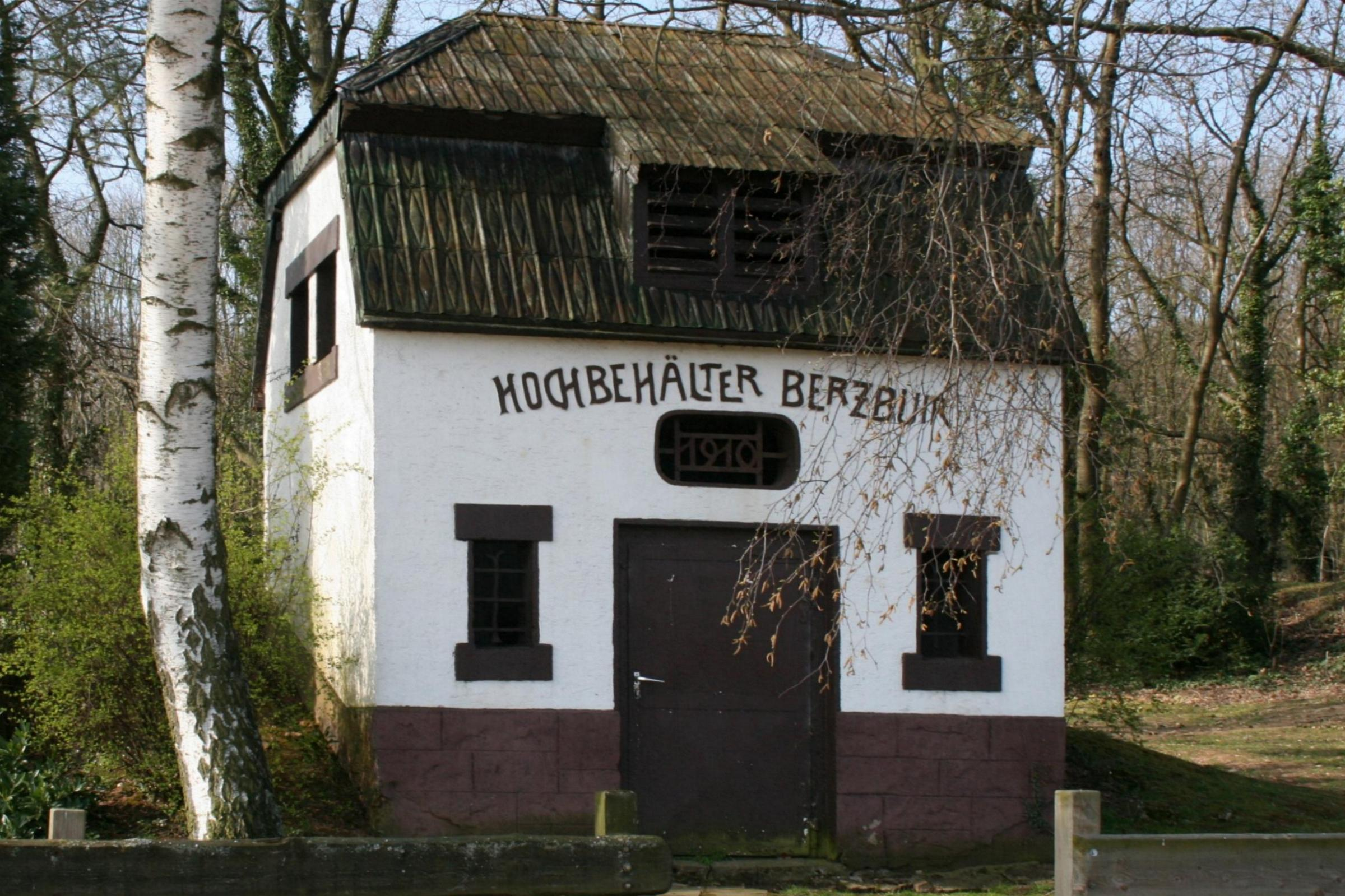

Die Pumpstation Berzbuir befindet sich im Dürener Stadtteil Berzbuir in Nordrhein-Westfalen außerhalb des Ortes in Richtung Horm. 
Die Pumpstation liegt am Waldrand im Beibusch hoch über dem Ort. Nach einer inschriftlichen Datierung wurde sie 1910 erbaut. Es handelt sich um einen kleinen quadratischen Putzbau mit Jugendstilornamenten. Das Haus hat ein Krüppelwalmdach und schmale Fensteröffnungen. Über der Tür sieht man die Inschrift Hochbehälter Berzbuir.
Das Bauwerk ist unter Nr. 3/019 in die Denkmalliste der Stadt Düren eingetragen.